# عبدالله فوسینی
عبدالله فوسینی (انگلیسی: Abdullah Fusseini؛ زادهٔ ۱ ژوئیهٔ ۱۹۸۲) بازیکن سابق و مربی فوتبال اهل غنا است.
از باشگاه‌هایی که در آن بازی کرده است می‌توان به باشگاه فوتبال کازاله و باشگاه فوتبال تورینو اشاره کرد.
وی همچنین در تیم ملی فوتبال غنا بازی کرده است.